# Calluga pallidipunctata
Calluga pallidipunctata là một loài bướm đêm trong họ Geometridae.